# Bicycle Research Report
Der Bicycle Research Report, kurz BRR, Deutsch etwa: Fahrrad-Forschungs-Bericht, war ein Forschungsinformationsdienst in Englisch, Deutsch und oft auch Französisch, Spanisch, der von der European Cyclists’ Federation (ECF), dem Europäischen Radfahrerverband, herausgegeben wurde. Vorläufer war der Forschungsdienst Fahrrad des ADFC, des Allgemeinen Deutschen Fahrrad-Clubs, dessen Nummern 130 von 1990 bis 325 von 1999 heute noch online verfügbar sind. Auf meist zwei oder vier A4-Seiten wurde jeweils eine Veröffentlichung mit Bezug zu Radverkehr vorgestellt und fachlich bewertet. Im Anhang wurden teilweise kurze Auszüge aus den Werken mit abgedruckt. Betreuer bei beiden war Tilman Bracher, damals im ADFC aktiv.
Der BRR wurde von 1990 bis 2005 monatlich herausgegeben. Es erschienen 178 Ausgaben, von denen die ersten 156 Ausgaben bis Dezember 2003 heute noch online verfügbar sind, auf den Seiten des Nationalen Radverkehrsplans beim Difu, dem Deutschen Institut für Urbanistik. Auch jüngere Werke verweisen bei ihren Quellen auf den BRR.